# Formica maculipennis
Formica maculipennis é uma espécie de formiga do gênero Formica, pertencente à subfamília Formicinae.